# Lisbeth Simper
Lisbeth Simper, née le 13 janvier 1978, est une coureuse cycliste danoise.

## Palmarès sur route
- 1997
  - 2e du championnat du Danemark sur route
- 1998
  - 2e étape de GP Presov
  - 2e du championnat du Danemark du contre-la-montre
  - 2e du championnat du Danemark sur route
- 1999
  -  Championne du Danemark du contre-la-montre
- 2000
  -  Championne du Danemark du contre-la-montre
  - 2e étape de la Fleche Gasconne
- 2001
  -  Championne du Danemark sur route
  -  Championne du Danemark du contre-la-montre
- 2002
  -  Championne du Danemark sur route
  -  Championne du Danemark du contre-la-montre
- 2003
  -  Championne du Danemark sur route
  -  Championne du Danemark du contre-la-montre